# Oh Gyu-won
Oh Kyu Won (* 29. Dezember 1941 in der Gemeinde Samnangjin der Stadt Miryang in der Provinz Süd-Kyŏngsang; † 2. Februar 2007) ist ein südkoreanischer Lyriker.

## Leben
Oh erlebte in seiner Kindheit zwei traumatische Ereignisse: den Koreakrieg und den Tod seiner Mutter. Damit einher ging die Erfahrung des Internatlebens und des ständigen Wechsels von einem Verwandten zum anderen. Während dieser Zeit las er bereits viel. Auf Empfehlung seiner Familie immatrikulierte er sich an der Pädagogischen Hochschule, übte sich nebenbei im Schreiben und entschloss sich letztlich seinem Lieblingswunsch nachzugehen und sich der Literatur zu widmen.
Nach Abschluss des Pädagogikstudiums war er als Lehrer tätig und studierte gleichzeitig an der Juristischen Abteilung der Dong-A Universität. In der Zeit von 1965 bis 1968 debütierte er auf Empfehlung des Dichters Kim Hyeon-seung in der Zeitschrift „Moderne Literatur“ (Hyŏndae munhak) und veröffentlichte 1971 seinen ersten Gedichtband Ein klarer Fall. Eine Zeit lang arbeitete er in der Verlagsredaktion. Ab 1971 war Oh für zehn Jahre in der Öffentlichkeitsabteilung von T|aep|yŏngyang Chemical tätig und brachte das erste koreanische PR-Journal „Kosmetik“ mit hochwertigen Farbfotos heraus. In dieser Zeit veröffentlichte er auch die Gedichtbände Auf Pilgerschaft (1973), An einen Jungen, der kein Prinz ist (1978) und Lyrik an dieses Land (1981) sowie die Anthologie Die Kunst der Liebe und die Abhandlung über Poesie Realität und Selbstbeherrschung (현실과 극기).
Nach Beendigung seiner Arbeit bei Taepyeongyang Chemical leitete er den Verlag Munjangsa. Im Jahre 1982 begann er Vorträge über Dichtung an der Abteilung für künstlerisches Schaffen der Kunsthochschule Seoul zu halten. Im gleichen Jahr wurde er mit dem Preis für zeitgenössische Literatur ausgezeichnet. Von da an übte er seine Lehrtätigkeit parallel zur Dichtung aus.
Neben den Gedichtsammlungen Fände mein Leben doch mehr Beachtung (1987), Die Welt jenseits des Wegs (1987), Kerker der Liebe (1991), Straße, Gasse, Hotel und das Rauschen des Flusses (1995) und Die Tomate ist rot, nein süß (1999) veröffentlichte er zahlreiche Prosasammlungen, Anthologien mit Kindergedichten und poetologische Essays, darunter Regeln der modernen Poesie (1990), eine theoretische Studie über die Dichtung, die er auf der Basis seiner Vorlesungen schrieb und in der er konkrete Fallbeispiele analysierte. 1989 wurde ihm der Yŏnam Literaturpreis und 1995 der Isan Literaturpreis verliehen. Anfang der neunziger Jahre reiste Oh durch Südostasien und nahm 1992 ein Seminar zur koreanischen Literatur in Deutschland zum Anlass, auch die osteuropäischen Länder zu bereisen.
Die Erfahrungen jener Reisen gaben ihm Gelegenheit zu einem Bewusstseinswandel, sie schlugen sich konkret in seinen Gedichten nieder. Als er 1991 erfuhr, dass er an einem chronischen Lungenemphysem litt, folgte er von da an einer empirischen Poetik. Um zu genesen, freundete er sich mit dem Gedanken an ein ländliches Leben an und vertrat die Auffassung, die Poesie bedeute „nicht Schreiben, sondern Leben“. Die Semesterferien verbrachte er hauptsächlich in einem Landhaus im Dorf Sŏhu, Kreis Yangp'yŏng in der Provinz Kyŏnggi. Ab 2001 unterrichtete er seine Studenten auf dem neuen Universitätscampus in Ansan in den Regeln der Dichtkunst.

## Arbeiten

### Koreanisch

#### Lyrikbände
- 분명한 사건 (Ein klarer Fall) Hallim, 1971
- 순례 (Auf Pilgerschaft) Minŭmsa Co., 1973
- 왕자가 안인 한 아이에게 (An einen Jungen, der kein Prinz ist) Munhak-kwa chisŏngsa, 1978
- 이 땅에 씌어지는 抒情詩 (Lyrik an dieses Land) Munhak-kwa chisŏngsa, 1981
- 가끔은 주목받는 生 이고 싶다(Fände mein Leben doch mehr Beachtung) Munhak-kwa chisŏngsa, 1987
- 사랑의 감옥 (Kerker der Liebe) Munhak-kwa chisŏngsa, 1991
- 길, 골목, 호텔 그리고 강물소리 (Straße, Gasse, Hotel und das Rauschen des Flusses) Munhak-kwa chisŏngsa, 1995
- 토마토는 붉다 아니 달콤하다 (Die Tomate ist rot, nein süß) Munhak-kwa chisŏngsa, 1999
- 사랑의 기교 (Die Kunst der Liebe) Minŭmsa Co. 1975
- 희망 만들며 살기 (Leben in Hoffnung) Chisik sanŏpsa, 1985
- 길밖의 세상 (Die Welt jenseits des Wegs) Munhak-kwa chisŏngsa, 1987
- 하늘아래의 생 (Leben unter dem Himmel) Munhak-kwa pip'yŏngsa, 1989

### Übersetzungen

#### Deutsch
- Kerker der Liebe Wien, INST (2005). ISBN 3-9501947-3-8
- Taktak und Toktok oder Vom Rhythmus des Fingerspiels/Leben unter dem Himmel/Ein Junge und ein Baum/Mond auf dem nackten Berg in: die horen. Zeitschrift für Literatur, Kunst und Kritik 1996

## Auszeichnungen
- 2003 – Koreanischer Kultur- und Kunstpreis in der Kategorie Literatur
- 1995 – Isan Literaturpreis
- 1989 – Yŏnam Literaturpreis
- 1982 – Preis für zeitgenössische Literatur